# Резниковка
Резнико́вка (укр. Різниківка) — село в Северской городской общине Бахмутского района Донецкой области Украины.
Код КОАТУУ — 1420988401. Население по переписи 2001 года составляет 593 человека. Почтовый индекс — 84526. Телефонный код — 6274.